# 행복해지자
《행복해지자》(幸せになろうよ 시아와세니나로요[*])는 2011년 4월 18일부터 6월 27일까지 후지 TV 게츠쿠 시간대에 방송된 텔레비전 드라마이다.
결혼상담소의 상담사가 수수께끼에 쌓여 있는 두 사람의 상담을 맡으며 삼각관계에 빠지는 로맨틱 코메디물이다.
카토리 싱고는 《장미가 없는 꽃집》 이후 3년만에 게츠쿠 주연을 맡았으며, 아야베 유지(피스)와 다마모리 유타(Kis-My-Ft2)는 이 작품을 통해 연속 드라마에 처음 공동 출연하였다.

## 출연진
- 다카쿠라 준페이 - 카토리 싱고
- 야나기사와 하루나 - 구로키 메이사
- 야시로 히데히코 - 후지키 나오히토
- 사쿠라기 마리카 - 나카 리이사
- 마쓰시타 미유키 - 구니나카 료코
- 다카쿠라 미쓰에 - 하라다 미에코
- 야나기사와 유지 - 다마모리 유타
- 야나기사와 쇼고 - 고바야시 가오루

## 방송일·부제목·시청률
| 제1화                                                       | 2011년 4월 18일 | 행복한 결혼에 사랑은 필요?                                | 16.4% |
| 제2화                                                       | 2011년 4월 25일 | 아픈 사랑의 기억 방법 ... 앞으로 위해                     | 11.9% |
| 제3화                                                       | 2011년 5월 2일  | 너와 다시하고 싶은 ... 원래 그의 정체는                   | 10.0% |
| 제4화                                                       | 2011년 5월 9일  | 나, 결혼 하니까                                           | 12.6% |
| 제5화                                                       | 2011년 5월 16일 | 함께 보낸 밤                                              | 9.7%  |
| 제6화                                                       | 2011년 5월 23일 | 좋아한다고 말해 버렸다 ... 움직이기 시작한 사랑           | 11.8% |
| 제7화                                                       | 2011년 5월 30일 | 사랑의 장애 ... 그녀의 아버지, 그리고 옛 여자 친구의 눈물 | 12.3% |
| 제8화                                                       | 2011년 6월 6일  | 흔들리는 마음 ... 가장 소중한 사람은 누구?                | 11.3% |
| 제9화                                                       | 2011년 6월 13일 | 이별의 비                                                 | 10.9% |
| 제10화                                                      | 2011년 6월 20일 | 더 이상 보지 않는 ...                                     | 10.8% |
| 최종화                                                      | 2011년 6월 27일 | 나랑 결혼 해주세요.                                       | 10.9% |
| 평균 시청률 11.7% (시청률은 관동 지구·비디오 리서치사 조사) |                 |                                                           |       |

- 첫회 시청률은 게츠쿠 범위에서는 2010년 7월 방송의 《여름의 사랑은 무지개색으로 빛난다》 이래 세 작품만에 시청률 15%를 넘었지만, 제2화 이후는 11% 전후로 침체되었다. 특히 제5화에서는 게츠쿠 사상 처음으로 한자릿수 시청률을 기록한 《결혼 활동》이후 2년 만에 한자릿수를 기록한 드라마가 되었다.